# North Druid Hills
North Druid Hills est une census-designated place située dans le comté de DeKalb, dans l’État de Géorgie, aux États-Unis. Lors du recensement de 2020, elle comptait 20 385 habitants.